# Subtangenta
Subtangenta in sorodni pojmi so v geometriji odseki na premicah tako, da se pri tem uporablja tangenta na krivuljo v dani točki in koordinatne osi (lahko uporabimo kartezični koordinatni sistem ali polarni). 

## Definicija v kartezičnem koordinatnem sistemu
Naj bo {\displaystyle \varphi } kot naklona tangente proti x-osi. Ta kot je znan tudi kot tangentni kot. Torej velja 
{\displaystyle \tan \varphi ={\frac {dy}{dx}}={\frac {AP}{TA}}={\frac {AN}{AP}}.}
Subtangenta je potem 
{\displaystyle y\cot \varphi ={\frac {y}{\tfrac {dy}{dx}}},}
subnormala je potem
{\displaystyle y\tan \varphi =y{\frac {dy}{dx}}.}
Normala je dana z
{\displaystyle y\sec \varphi =y{\sqrt {1+\left({\frac {dy}{dx}}\right)^{2}}},}
in tangenta je dana z
{\displaystyle y\csc \varphi ={\frac {y}{\tfrac {dy}{dx}}}{\sqrt {1+\left({\frac {dy}{dx}}\right)^{2}}}}.
Opomba:Glej sliko na desni.

## Definicija v polarnem koordinatnem sistemu
Naj bo {\displaystyle \psi } kot med tangento in smerjo OP. Ta kot je znan kot polarni tangentni kot.
V tem primeru velja
{\displaystyle \tan \psi ={\frac {r}{\tfrac {dr}{d\theta }}}={\frac {OP}{ON}}={\frac {OT}{OP}}}.
Polarna subtangenta je  
{\displaystyle r\tan \psi ={\frac {r^{2}}{\tfrac {dr}{d\theta }}},}
Subnormala pa je 
{\displaystyle r\cot \psi ={\frac {dr}{d\theta }}}.
Opomba:Glej sliko na desni.